# Jan Tibbling
Jan Lennart Tibbling, född 14 november 1963, är en svensk advokat och tidigare åklagare.

## Biografi
Tibbling var under flera år chefsåklagare vid Ekobrottsmyndigheten. Han blev sedermera advokat och var bland annat den offentliga försvarare som företrädde den huvudåtalade i miljömålet om bolaget Think Pink. I mars 2025 prickades han av advokatsamfundet efter att ha suttit i styrelsen för ett bolag som överförde mer än två miljoner kronor till samma klient som han representerar i Think-Pink-målet.